# Serrivomer brevidentatus
Serrivomer brevidentatus är en fiskart som beskrevs av Louis Roule och Bertin 1929. Serrivomer brevidentatus ingår i släktet Serrivomer och familjen Serrivomeridae. Inga underarter finns listade i Catalogue of Life.